# Karma-Kagyü

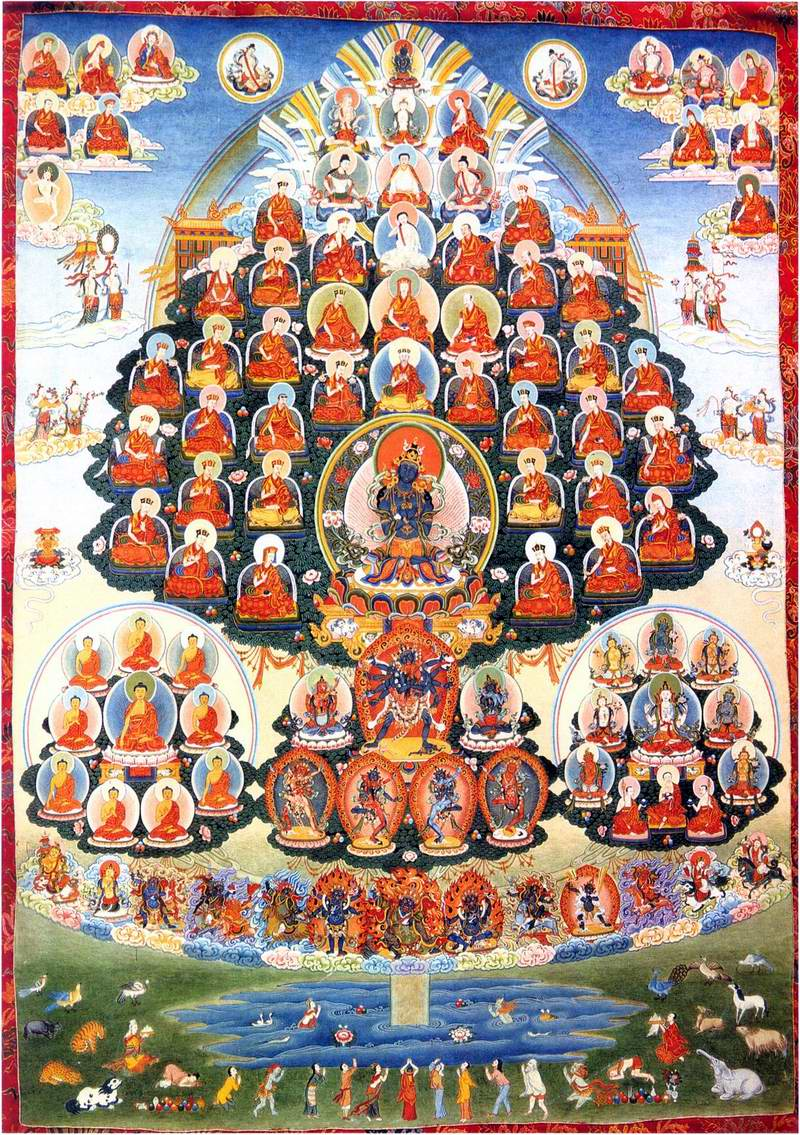
Thangka des Karma-Kagyü-Zufluchtsbaums mit den Linienhaltern (Quell-Website besitzt Links mit weitergehenden Informationen zu den abgebildeten Personen.)

Die Karma-Kagyü-Schule (tibetisch ཀརྨ་བཀའ་བརྒྱུད་ Wylie kar ma bka' brgyud; auch: Kamtshang-Kagyü, tib.: kam tshang bka' brgyud) ist eine der vier großen Schulen der Kagyü-Schulrichtung (Barom-, Karma-, Phagdru- und Tshelpa-Kagyü) des tibetischen Buddhismus, der sich wiederum in vier Hauptschulen (Nyingma, Kagyü, Sakya und Gelug) aufteilt.

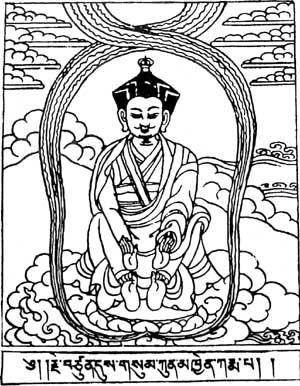
Der erste Karmapa, Düsum Khyenpa

## Übertragungslinie
Die Karma-Kagyü-Schule des tibetischen Buddhismus (Vajrayana) ist eine der vielen Lehren, die aus der Übertragungslinie der Kagyü-Schule von Marpa dem Übersetzer (1012–1097) hervorging. Dieser reiste dreimal nach Indien, um dort wertvolle Lehren der mündlichen Übertragung (Tib. Kagyü) von dem indischen Mahasiddha (großen Verwirklichten) Naropa (1016–1100) zu erhalten, einem Halter der Mahamudra-Lehren. Im 13. Jahrhundert wurde – als eine Art spiritueller Erbfolge – das System der Trülkus, der bewussten Wiedergeburten, von der Karma-Kagyü-Schule eingeführt. Die Linie dieser Schule beginnt mit dem ersten Gyalwa Karmapa Düsum Khyenpa, einem Schüler von Gampopa. Düsum Khyenpa prophezeite vor seinem Tod, wo er Wiedergeburt annehmen würde. So entstand die erste Reinkarnationslinie Tibets, die der Karmapas. Dieses System setzt sich bis heute fort. Bewusste Inkarnationen von Lamas gab es zwar schon vor der Zeit Karma Pakshis, die Gyelwa Karmapas kündigten ihre Wiedergeburten allerdings in Briefen, Gedichten oder Ähnlichem jeweils an. Karmapas Kommen wurde aus der Sicht der Karma-Kagyü bereits zur Zeit des historischen Buddha Shakyamuni angekündigt. Schon vor seinem Erscheinen als Gyelwa Karmapa soll es Inkarnationen des Karmapa als Saraha oder als Guru Chöwang, einem der 25 wichtigsten Schüler Guru Rinpoches gegeben haben. Weitere bedeutende Repräsentanten der Karma-Kagyü sind der Shamarpa, der Tai Situpa, der Jamgön Kongtrül, der Tshurphu Gyeltshab Rinpoche, und der Nenang Pawo Rinpoche.

## Zweiglinie der Karma-Kagyü-Schule
- Surmang-Kagyü

Die Surmang-Kagyü-Zweiglinie der Karma-Kagyü wurde im 14. Jahrhundert von Mase Togden Lodrö Rinchen (1386–?), einem Schüler des fünften Karmapa Deshin Shegpa gegründet. Angehörige der Surmang-Kagyü sind u. a. die Drungpa-Trülkus (s. a. Chögyam Drungpa).

## Historische und politische Rolle

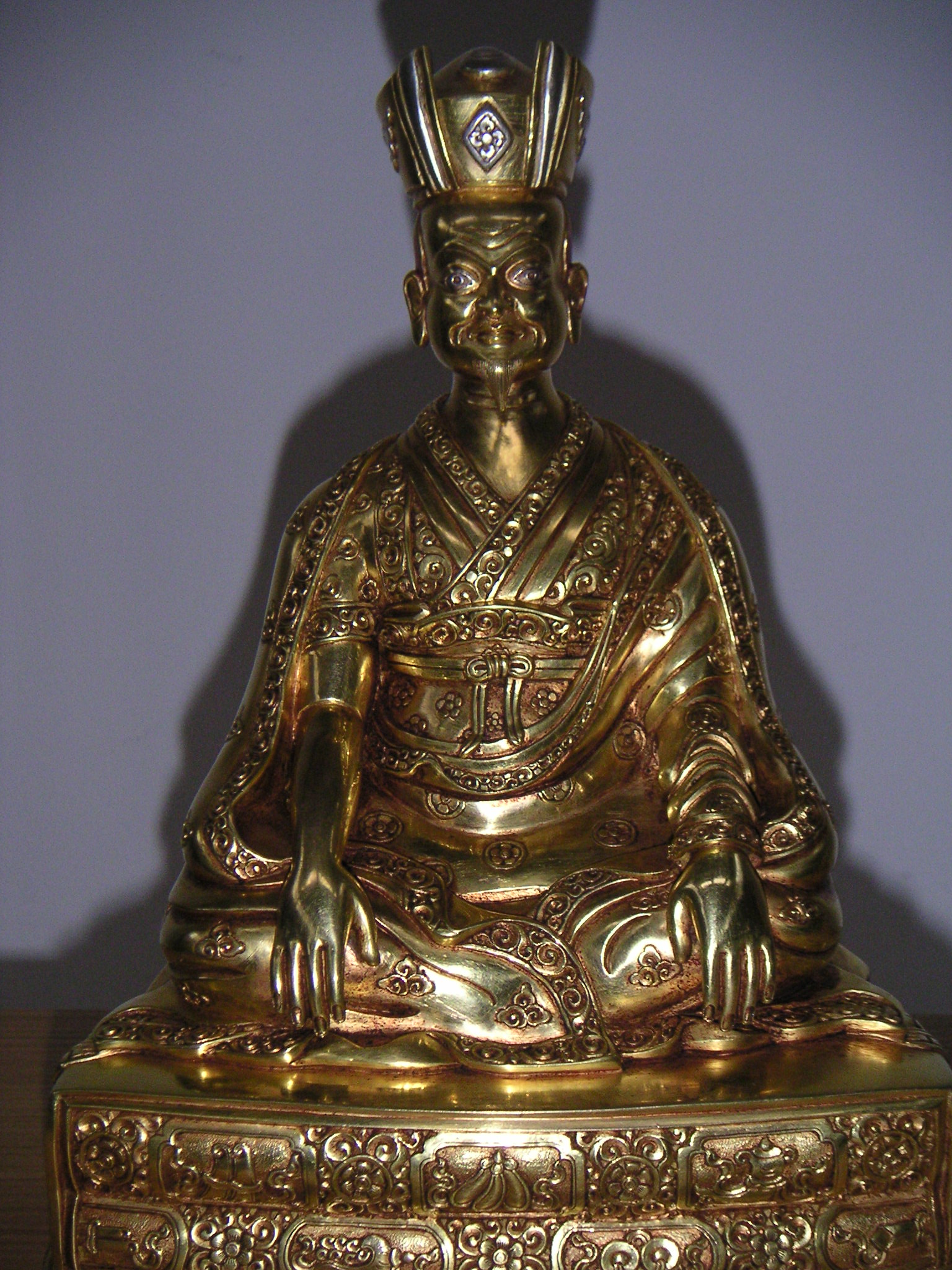
Statue des zweiten Karmapas, Karma Pakshi

Im 17. Jahrhundert besetzte Desi Karma Tenkyong Wangpo, ein Anhänger der Karma-Kagyü, einige Gelug-Klöster in der tibetischen Provinz Tsang und löste damit den Konflikt von Tsang aus. Es kam zu einer militärischen Auseinandersetzung mit den Mongolen unter der Führung Gushri Khans, die mit dem fünften Dalai Lama Ngawang Lobsang Gyatsho verbündet waren. Da die Gelugpa-Minister dem zehnten Karmapa Chöying Dorje, der versucht hatte, die Kämpfe zu verhindern, und sich wiederholt gegenüber dem Dalai Lama von den Angriffen distanziert hatte, nicht glaubten, ließen sie sein Lager angreifen und ihn vertreiben. Einige Karma-Kagyü-Klöster in der politisch wichtigen Zentralprovinz um Lhasa wurden in Gelug-Klöster umgewandelt und der Dalai Lama wurde von den Mongolen zum König von Tibet ernannt.
Karmapa reiste zum Kloster Targye Gang in Jyang und hielt den dortigen König davon ab, die Mongolen in Zentraltibet anzugreifen, obwohl dieser schon eine große Armee angesammelt und ein Gelübde abgelegt hatte, dass er im Falle des Sieges Karmapa zum Herrscher von Tibet machen werde.

## Lamas
Über die Frage, wer der 17. Karmapa ist, gibt es einen Konflikt. Nach dem Tod des 16. Karmapa 1981 wurden einige Jahre später zwei mögliche Kandidaten gefunden und inthronisiert. 
Karmapa Trinley Thaye Dorje folgend:
- Shamar Rinpoche
- Jigme Rinpoche
- Sherab Gyaltsen Rinpoche
- Gendün Rinpoche
- Lopön Tsechu Rinpoche
- Ole Nydahl

Karmapa Orgyen Thrinle Dorje folgend:
- Akong Rinpoche
- Tshurphu Gyeltshab Rinpoche
- Pema Chödrön
- Situ Rinpoche

Andere:
- Chögyam Trungpa Rinpoche
- Jamgön Kongtrül Rinpoche